# Algimantas Merkevičius
Algimantas Merkevičius (* 3. ledna 1969 Pavejuonis, Sovětský svaz) je bývalý litevský zápasník–judista a sambista.

## Sportovní kariéra
Se sambem/judem začínal ve třinácti letech v Kaunasu. Připravoval se pod vedením Petrase Vinciūnasa. Litvu reprezentoval od jejího přijetí do mezinárodní judistické federace v roce 1992. V roce 1996 startoval na olympijských hrách v Atlantě. V úvodním kole porazil na ippon technikou ura-nage Čecha Petra Lacinu a probojoval se do čtvrtfinále, kde nestačil na Uzbeka Armena Bagdasarova. V roce 1999 jako úřadující mistr Evropy neuspěl na mistrovství světa, které bylo zároveň prvním kolem kvalifikace na olympijské hry a v olympijském roce 2000 nezískal dostatečný počet bodů pro účast na olympijských hrách v Sydney. V dalších letech se judu vrcholově nevěnoval především z finančních důvodů. V roce 2003 objel několik turnajů světového/evropského poháru a startoval na mistrovství světa. Sportovní kariéru ukončil v roce 2004.
Algimantas Merkevičius byl levoruký, silově disponovaný judista s osobní technikou ippon-seoi-nage a te-guruma.

### Vítězství
- 1996 – 1× světový pohár (Praha)
- 1997 – 1× světový pohár (Varšava)

## Výsledky
| Turnaj             | 1992         | 1993         | 1994         | 1995         | 1996         | 1997         | 1998         | 1999         | 2000         | 2001         | 2002         | 2003         |
| Turnaj             | 23           | 24           | 25           | 26           | 27           | 28           | 29           | 30           | 31           | 32           | 33           | 34           |
| Turnaj             | střední váha | střední váha | střední váha | střední váha | střední váha | střední váha | střední váha | střední váha | střední váha | střední váha | střední váha | střední váha |
| ------------------ | ------------ | ------------ | ------------ | ------------ | ------------ | ------------ | ------------ | ------------ | ------------ | ------------ | ------------ | ------------ |
| Olympijské hry     | —            |              |              |              | úč.          |              |              |              | —            |              |              |              |
| Mistrovství světa  |              | úč.          |              | 7.           |              | 5.           |              | úč.          |              | —            |              | úč.          |
| Mistrovství Evropy | úč.          | 5.           | —            | 7.           | 7.           | 3.           | úč.          | 2.           | úč.          | —            | —            | —            |